# Lausavísa
Die Lausavísa (Altisländisch für ‚lose Strophe‘, Plural Lausavísur) ist eine Einzelstrophe in der altnordischen Literatur. 
Es handelt sich dabei um Dichtungen aus dem „Stegreif“, die häufig in die Prosatexte der altnordischen Sagas eingeschoben sind. Sie können als Figurenrede oder als Beleg für eine historische Darstellung (zum Beispiel in den Königssagas) fungieren.
Lausavísur sind meist im Dróttkvætt abgefasst. Ihre Bezeichnung weist auf den Unterschied zu anderen Formen der skaldischen Dichtung wie der Drápa hin, die einem typischen Aufbau mit Refrain folgt. 